# Nicolas Jacquemin
Nicolas Jacquemin, né le 16 janvier 1736 à Osnes (Ardennes) et mort à La Tombe (Seine-et-Marne) le 2 avril 1816, est un religieux français, évêque constitutionnel de Cayenne.

## Biographie
Il est professeur au collège de Sedan après la destruction des Jésuites, puis chapelain de l'Hôtel-Dieu de cette ville. 
En 1775, il part pour la Guyane comme missionnaire de la congrégation du Saint-Esprit, et est dix ans curé à Sinamary. 
Le 13 mars 1787, le Pape le nomme préfet apostolique de Cayenne et de la Guyane française. 
Le 2 juin 1791, il prête le serment constitutionnel, avec tout le clergé guyanais, bien que l'obligation de serment ne s'applique point au clergé des colonies.
Jacquemin revient en France en 1797, et est accueilli par les constitutionnels qui le font évêque. Il est sacré évêque du diocèse de Cayenne le 14 février 1798. Toutefois, il ne retourne pas à Cayenne, donne sa démission en 1801 et obtient du gouvernement une pension de 1 200 francs. 
Il meurt en 1816 à la Tombe, diocèse de Meaux, où il s'était retiré après avoir exercé les fonctions de curé à Balloy, un village situé dans le voisinage.

## Ses écrits
- Rapport concernant l'état de la religion dans les colonies du Nouveau-Monde, 1798, 12 pages in 8° — inséré dans les Annales de la religion, vol.6, no 2, in-8°.
- Mémoire sur la Guiane française, Paris : Baudelot & Eberhart, an VII, in-8°, 108 p.
- Mémoire sur la Louisiane: contenant la description du sol et des productions de cette île ; avec un vocabulaire et un abrégé de la grammaire de la langue des sauvages, Paris : J.-M. Eberhart, 1803, 67 p.

## Hommages
L'abbé Grégoire le nomme lorsqu'il rend hommage, dans la dédicace de De la littérature des nègres, « à tous les hommes courageux qui ont plaidé la cause des malheureux Noirs et Sang-mêlés, soit par leurs ouvrages, soit par leurs discours dans les assemblées politiques, dans les sociétés établies pour l’abolition de la traite, le soulagement et la liberté des esclaves. »